# Bokani
Bokani (szerbül: Бокани), település Kneževo községben, Bosznia-Hercegovinában, a Bosanska Krajina keleti részén, a Szerb Köztársaságban.

## Fekvése
A település Bosznia-Hercegovina északi részén, Banja Lukától légvonalban 31, közúton 48 km-re dél-délkeletre, községközpontjától légvonalban 2, közúton 3 km-re északnyugatra, a Čemernica-hegység keleti lábánál, 740-870 méteres magasságban található. Áthalad rajta az R413-as (Kotor Varoš-Kneževo) helyi út.

## Népessége
| Nemzetiségi csoport | Népesség 1991 | Népesség 2013 |
| ------------------- | ------------- | ------------- |
| Szerb               | 460           | 320           |
| Bosnyák             | 0             | 0             |
| Horvát              | 0             | 0             |
| Jugoszláv           | 6             | 0             |
| Egyéb               | 0             | 3             |
| Összesen            | 466           | 323           |

## Története
A szerb lakosságú település 1878-ig tartozott az Oszmán Birodalomhoz, ekkor a berlini kongresszus határozata alapján az Osztrák-Magyar Monarchia része lett. 1879-ben az első osztrák-magyar népszámlálás során a Jajcai járáshoz és Milan-Kneževina községhez tartozó településnek 14 háztartása és 176 ortodox szerb lakosa volt. 1910-ben a Kotor Varoš-i járáshoz és Bokani községhez tartozó településen 27 háztartást és 262 ortodox lakost találtak. A monarchia szétesésével 1918-ban előbb a Szerb-Horvát-Szlovén Királyság, majd 1929-től a Jugoszláv Királyság része lett. 1921-ben Bokani községnek összesen 753 lakosa volt, mind ortodox szerbek. Az 1929-es törvény értelmében, amikor Bosznia-Hercegovinát négy banovinára, Drinskára, Vrbaskára, Zetskára és Primorskára osztották, a település a Vrbaska banovina része lett, amelynek székhelye Banja Luka volt. Jugoszlávia megszállása után a Független Horvát Állam (NDH) része lett. A második világháború után 1992-ig a település a szocialista Jugoszlávia keretében a Bosznia-Hercegovinai Népköztársaság része volt. A boszniai háborút lezáró daytoni békeszerződést követő területfelosztásnál a Szerb Köztársaság területéhez került.

## Nevezetességei
Szent Miklós tiszteletére szentelt ortodox temploma.